# Getúlio Vargas (Rio Grande do Sul)
Pour les articles homonymes, voir Getúlio Vargas (homonymie).
Ne doit pas être confondu avec Presidente Getúlio.
Getúlio Vargas est une municipalité du Nord-Ouest de l'État du Rio Grande do Sul faisant partie de la microrégion d'Erechim et située à 333 km au nord-ouest de Porto Alegre, capitale de l'État. Elle se situe à une latitude de 27° 53′ 25″ sud et à une longitude de 52° 13′ 39″ ouest, à une altitude de 637 mètres. Sa population était estimée à 15 961, pour une superficie de 287 km2. On y accède par les RS-135 et RS-475. Elle a été nommée en l'honneur de Getúlio Vargas.
Le territoire de la municipalité de Getúlio Vargas, aux environs de 1902, constituait le troisième district de Passo Fundo avec le nom de Alto Uruguai, dont les terres s'étendaient jusqu'au rives de ce fleuve, limite des États du Rio Grande do Sul et de Santa Catarina.
Au contraire d'autres régions de l'État, la colonisation de Getúlio Vargas se fit par l'intermédiaire du gouvernement de l'État, par la création de la Colônia Erechim en 1908. L'année suivante fut créé le Centre de l'actuelle commune qui attira des colons venus d'Allemagne, de France, de Russie et d'Autriche. La municipalité fut créée le 18 décembre 1934.
Getúlio Vargas est composée de trois districts : Getúlio Vargas (Centre), Rio Toldo et Souza Ramos.
Les activités économiques prédominantes de Getúlio Vargas sont celles du secteur agricole et de l'élevage. Se remarquent tout particulièrement la production de soja, de blé et de maïs, pour l'agriculture, et les élevages de porcs et d'ovins pour la viande.

## Villes voisines
- Erechim
- Áurea
- Floriano Peixoto
- Charrua
- Sertão
- Estação
- Erebango